# 西和賀郡

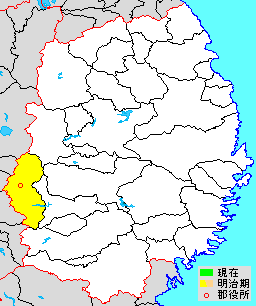
岩手県西和賀郡の範囲

西和賀郡（にしわがぐん）は、岩手県にあった郡。

## 郡域
明治12年（1879年）に行政区画として発足した当時の郡域は、和賀郡西和賀町にあたる。

## 歴史

### 郡発足までの沿革
- 幕末時点では陸奥国に所属し、全域が盛岡藩領であった。「旧高旧領取調帳」に記載されている、和賀郡（第1次）のうち後の本郡域の明治初年時点ての村は以下の通り。（7村）

猿橋村、川舟村、太田村、前郷村、新町村、大野村、湯田村
- 明治元年
  - 12月7日（1869年1月19日）
    - 陸奥国が分割され、本郡は陸中国の所属となる。
    - 盛岡藩が戊辰戦争後の処分により、領地を没収される。信濃松本藩取締地となり、花巻県を称する[1]。

  - 12月24日（1869年2月5日） - 旧・盛岡藩が磐城白石藩に転封。
- 明治2年
  - 7月22日（1869年8月29日） - 白石藩が盛岡藩が転封。全域が再び盛岡藩領となる。
- 明治4年
  - 7月10日（1871年8月15日） - 盛岡藩が廃藩。盛岡県（第2次）が発足し、旧・盛岡藩領を管轄。
  - 11月2日（1871年12月13日） - 第1次府県統合により盛岡県（第3次）の管轄となる。
- 明治5年1月8日（1872年2月16日） - 盛岡県（第3次）が岩手県に改称。
- 明治11年（1878年）11月26日 - 郡区町村編制法の岩手県での施行により、行政区画としての和賀郡が発足。

### 郡発足以降の沿革

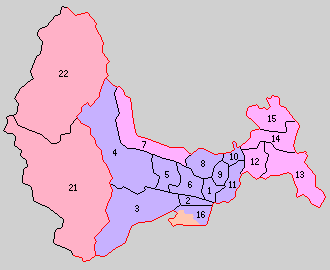
21.湯田村 22.沢内村（赤：和賀郡西和賀町。1 - 16は東和賀郡）

- 明治12年（1879年）1月4日 - 和賀郡（第1次）が分割し、新町村ほか上記7村の区域をもって西和賀郡が発足。郡役所が新町村に設置。（7村）
- 明治22年（1889年）4月1日 - 町村制施行により、以下の各村が発足。全域が現・和賀郡西和賀町。（2村）
  - 湯田村 （単独村制）
  - 沢内村 ← 新町村、前郷村、大野村、太田村、川舟村、猿橋村
- 明治30年（1897年）4月1日 - 郡制の施行により、西和賀郡および東和賀郡の大部分（相去村を除く）の区域をもって、和賀郡（第2次）が発足。同日西和賀郡廃止。

## 行政
歴代郡長
| 代 | 氏名 | 就任年月日               | 退任年月日                | 備考                               |
| -- | ---- | ------------------------ | ------------------------- | ---------------------------------- |
| 1  |      | 明治12年（1879年）1月4日 |                           |                                    |
|    |      |                          | 明治30年（1897年）3月31日 | 東和賀郡との合併により西和賀郡廃止 |